# Кавалеровское городское поселение
Кавалеровское городско́е поселе́ние — упразднённое городское поселение в Кавалеровском районе Приморского края.
Административный центр — пгт Кавалерово.
С 1 января 2022 года упразднено в связи с преобразованием муниципального района в муниципальный округ.

## История
Статус и границы городского поселения установлены Законом Приморского края от 6 декабря 2004 года № 180-КЗ «О Кавалеровском муниципальном районе».
Законом Приморского края от 05 мая 2015 года № 618-КЗ, Кавалеровское городское поселение, Хрустальненское городское поселение, Горнореченское городское поселение, Высокогорское сельское поселение и Рудненское сельское поселение преобразованы, путём их объединения, в Кавалеровское городское поселение с административным центром в посёлке городского типа Кавалерово.

## Население
| 2006    | 2008    | 2009    | 2010    | 2011    | 2012    | 2013    |
| ------- | ------- | ------- | ------- | ------- | ------- | ------- |
| 17 400  | ↘17 130 | ↘17 008 | ↘15 381 | ↘15 347 | ↘15 227 | ↘15 087 |
| 2014    | 2015    | 2016    | 2017    | 2018    | 2019    | 2020    |
| ↘14 916 | ↘14 659 | ↗23 203 | ↘22 975 | ↘22 704 | ↘22 378 | ↘22 180 |
| 2021    |         |         |         |         |         |         |
| ↘20 633 |         |         |         |         |         |         |

## Состав городского поселения
| № | Населённый пункт | Тип населённого пункта      | Население |
| - | ---------------- | --------------------------- | --------- |
| 1 | Высокогорск      | село                        | ↘251      |
| 2 | Горнореченский   | посёлок                     | ↘2586     |
| 3 | Кавалерово       | пгт, административный центр | ↘13 100   |
| 4 | Рудный           | посёлок                     | ↘1832     |
| 5 | Хрустальный      | пгт                         | ↘2493     |

## Местное самоуправление
Администрация
Адрес: 692413, пгт Кавалерово, ул. Арсеньева, 104. Телефон: 8 (42375) 9-16-91
Главы администрации
- Кузьмина Мария Анатольевна
- Яковенко Павел Михайлович